# Египетский музей (Лейпциг)
Египетский музей, собственно Египетский музей имени Георга Штайндорфа в составе Лейпцигского университета (нем. Ägyptisches Museum – Georg Steindorff – der Universität Leipzig) — учебное собрание Института египтологии Лейпцигского университета, охватывающее порядка семи тысяч объектов египетского искусства периодов палеолита, времени фараонов, эллинистической эпохи и раннеисламского халифата Фатимидов.
Начало собранию положил Густав Зейфарт — профессор археологии Лейпцигского университета и ученик Фридриха Шпона (нем. Friedrich August Wilhelm Spohn, 1792—1824), в 1840 году купивший в Триесте древнеегипетский саркофаг кедрового дерева, призванный дополнить гипсотеку — учебное собрание античных слепков университета и до сих пор являющийся одним из важнейших экспонатов Египетского музея.
С учреждением кафедры египтологии в 1870 году и призванием Георга Эберса, особое внимание уделявшего практическим вопросам преподавания, египетское собрание стало быстро пополняться, и в 1874 году было, наконец, выделено из состава Археологического музея в самостоятельную коллекцию под названием Египетского (учебного) аппарата, получив также собственные помещения в главном здании университета.
Однако наиболее значительную роль в утверждении Египетского музея сыграл Георг Штайндорф — ученик Адольфа Эрмана и его ассистент в берлинском Египетском музее, занявший пост лейпцигского профессора египтологии в 1893 году. Георг Штайндорф, опираясь свой богатый опыт, не только самостоятельно приобрёл для музея ряд знаковых объектов, но и обладая значительными связями в научном мире, широко использовал помощь спонсоров для пополнения коллекции музея. Так, например, Общество исследования Египта неоднократно передавало лейпцигскому музею керамику додинастического периода; Германское восточное общество после раскопок в Абусире передало в руки Георга Штайндорфа всё внутреннее убранство гробницы высокопоставленного жреца Херишеф-хотепа. Частные пожертвования обеспечили также проведение археологических изысканий в 1903, 1905, 1906, 1909 и в 1910 годах, привнёсшие в собрание музея многочисленные фрагменты скульптурной пластики и расписные керамические сосуды. Раскопки 1912, 1914 и 1930—1931 годов пополнили коллекцию предметами из нижненубийского Аниба (др.-егип. Миам) и верхненубийского царства Керма. В целом, Георгу Штайндорфу удалось в этот период создать крупнейшее в Германии университетское собрание, посвящённое Древнему Египту.
Уже в 1931 году Штайндорф должен был выйти на пенсию, однако сложности с поиском подходящей кандидатуры на его место принудили его несколько раз продлевать контракт с университетом. С приходом к власти национал-социалистов Штайндорф был вынужден — из-за своего еврейского происхождения — окончательно покинуть университет в марте 1934 года.
С разрушением главного здания университета в ходе авианалёта в декабре 1943 года Египетский музей потерял не только выставочные площади, но и часть своих экспонатов: особенно крупногабаритные гипсовые слепки, ценные рельефные изображения Древнего царства и надгробные камни из Мероэ оказались утрачены, хотя более 2000 объектов — в первую очередь, усилиями Зигфрида Моренца (нем. Siegfried Morenz, 1914—1970) — удалось эвакуировать ещё весной 1943 года.
Зигфрид Моренц, впоследствии ставший новым директором Института египтологии, в 1951 году смог восстановить работу музея на новом месте по адресу Шиллер-штрассе 6. Несмотря на опасения, что после смерти Моренца музей будет окончательно расформирован, его сотрудники смогли в кратчайшее время организовать ряд передвижных выставок в Саксонии и в Тюрингии, продемонстрировав необходимость дальнейшего сущестовования Египетского музея, что, в конечном итоге, вылилось в открытие постоянной выставки в мае 1976 года.
С 1999 года Институтом египтологии и Египетским музеем руководит Ганс-Вернер Фишер-Эльферт (нем. Hans-Werner Fischer-Elfert, род. 1954), при котором музей был вынужден в 2002—2003 годах покинуть свои послевоенные помещения, разместившись на улице Бург-штрассе 21, и в 2010 году, наконец, окончательно переехал в Высотный дом Кроха на Аугустусплац, где была оформлена новая постоянная экспозиция.

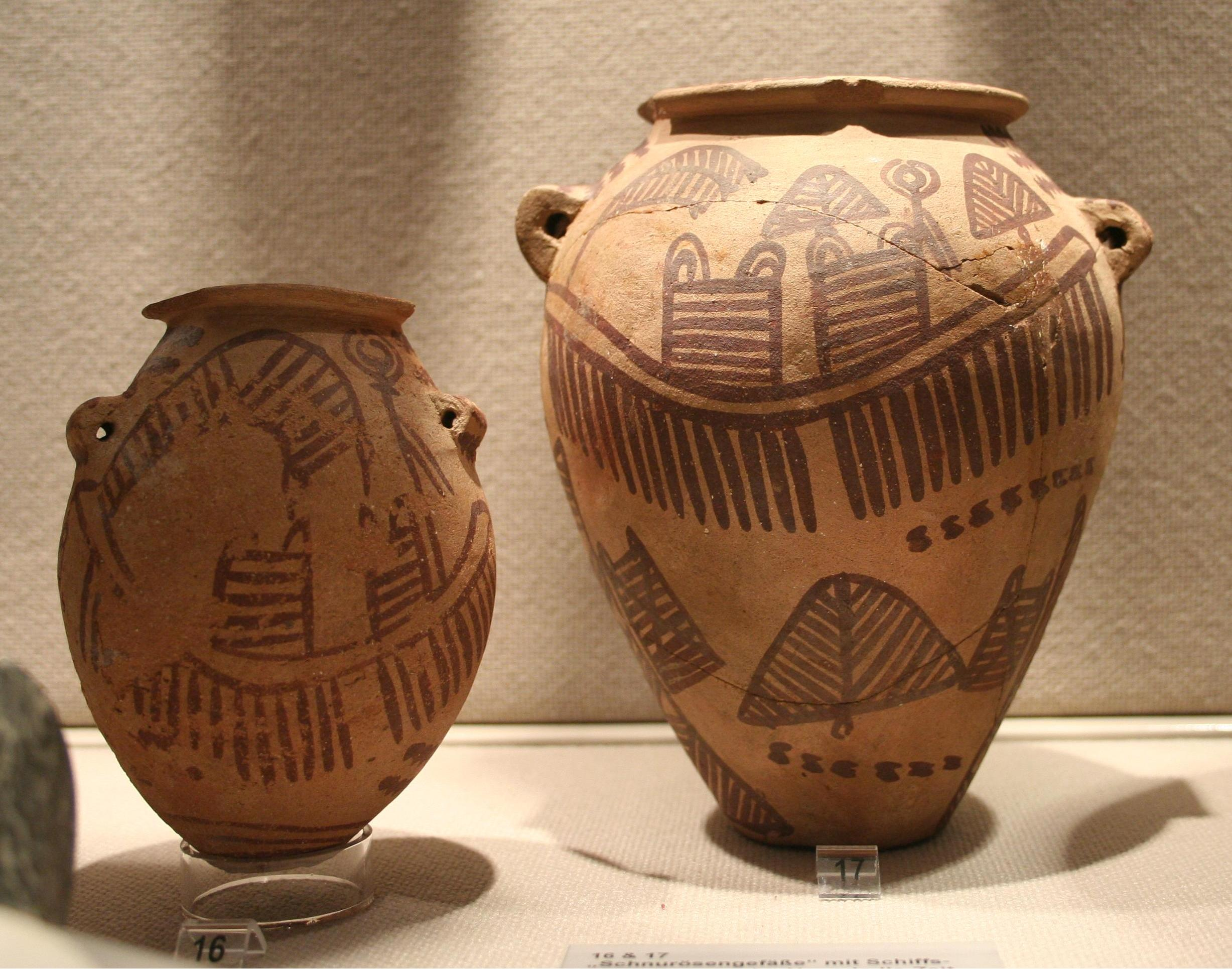
Керамические объекты культуры Негада II
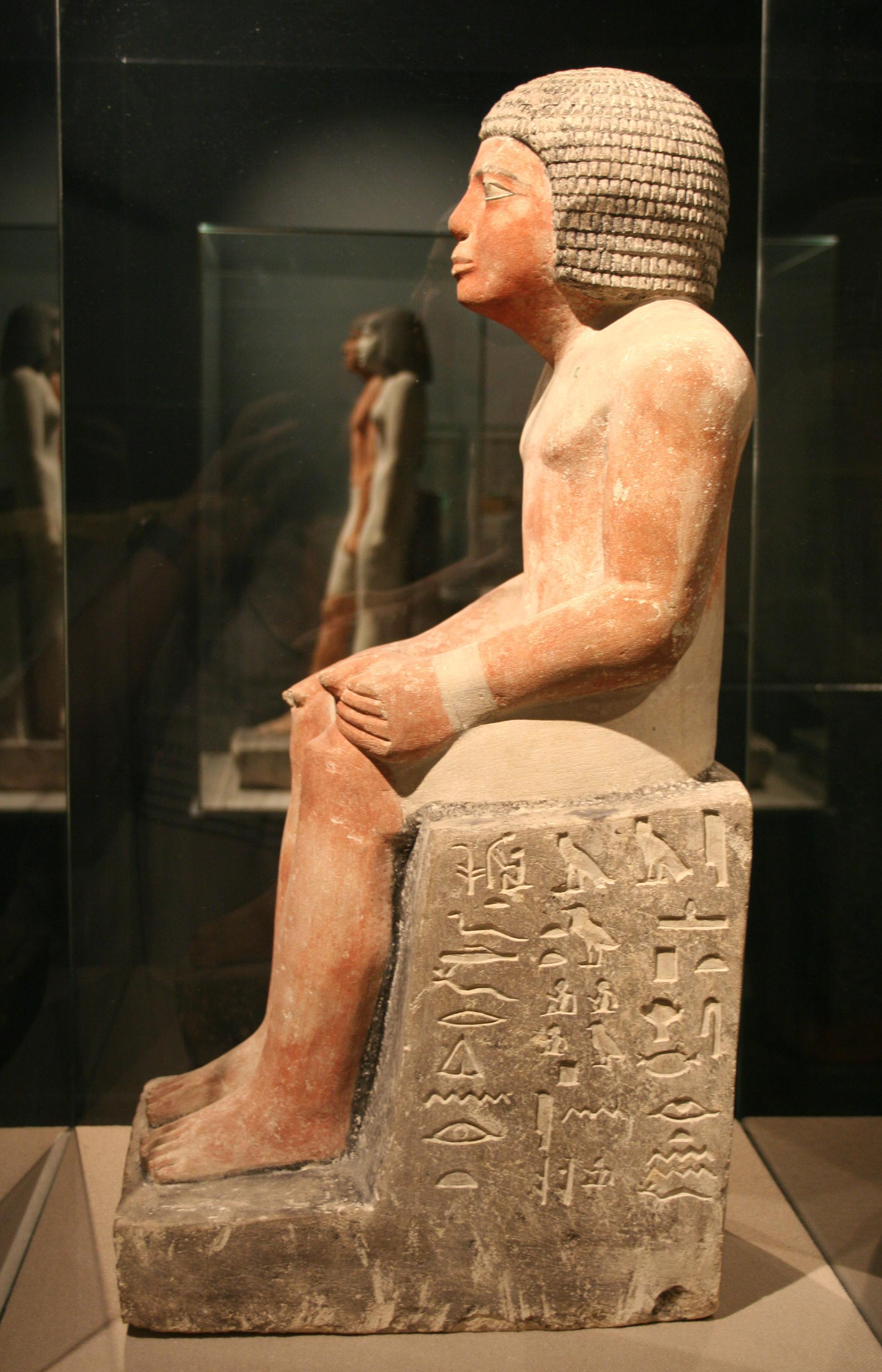
Статуэтка Меми (Некрополь Гизы, Мастаба D 32A)
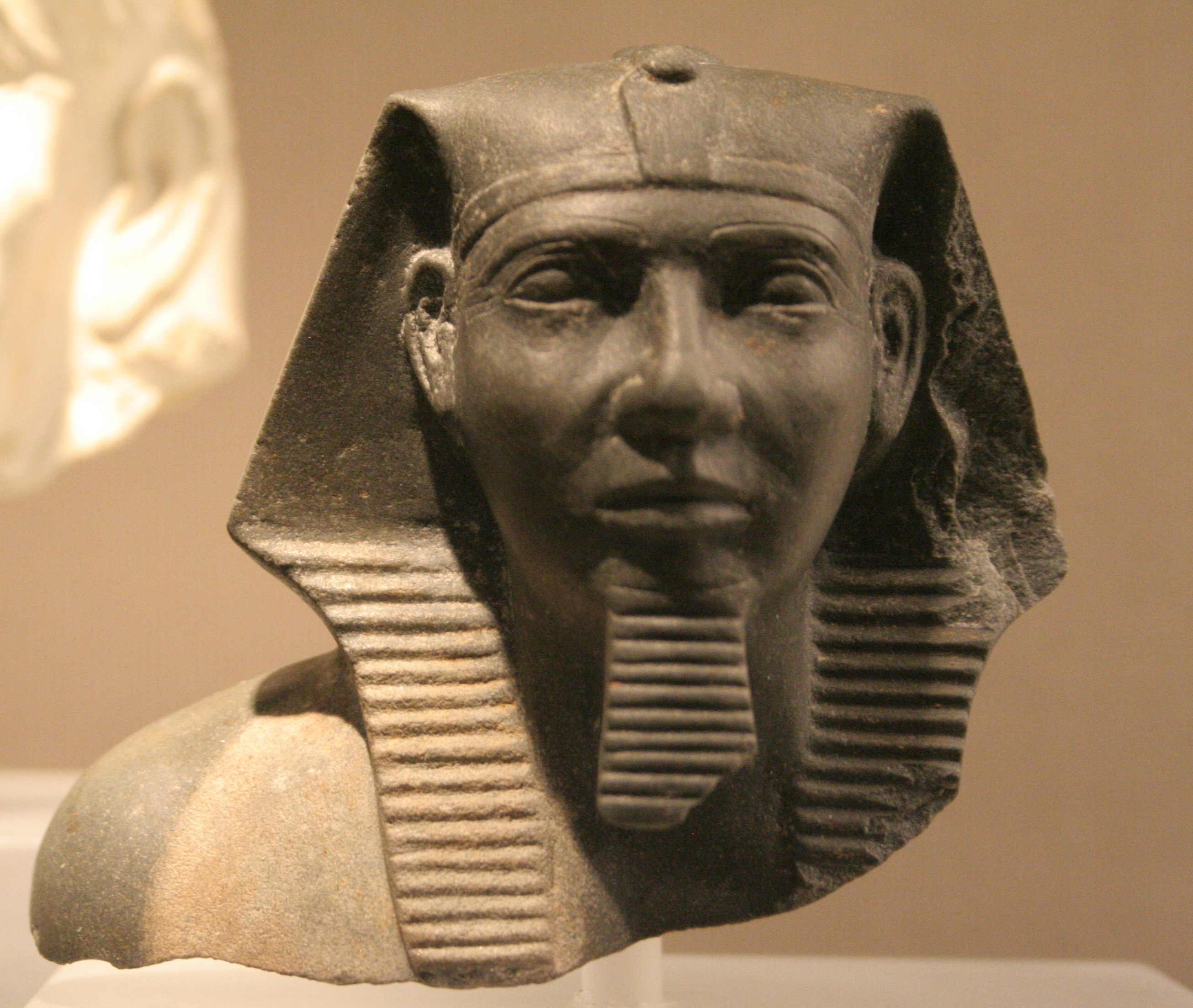
Фрагмент статуи фараона Хефрена из пирамиды Хефрена
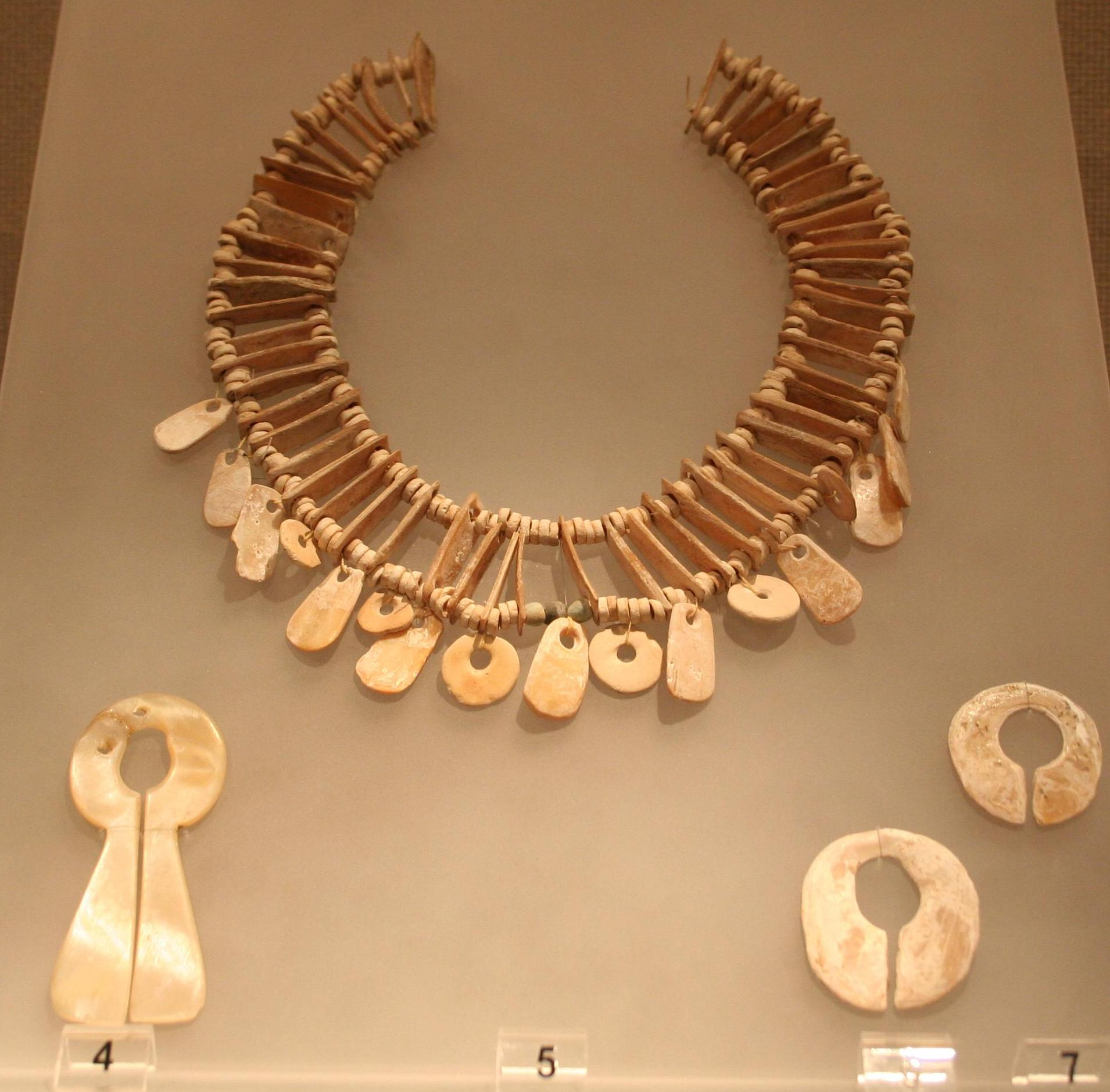
Украшения из Анибы в Нубии
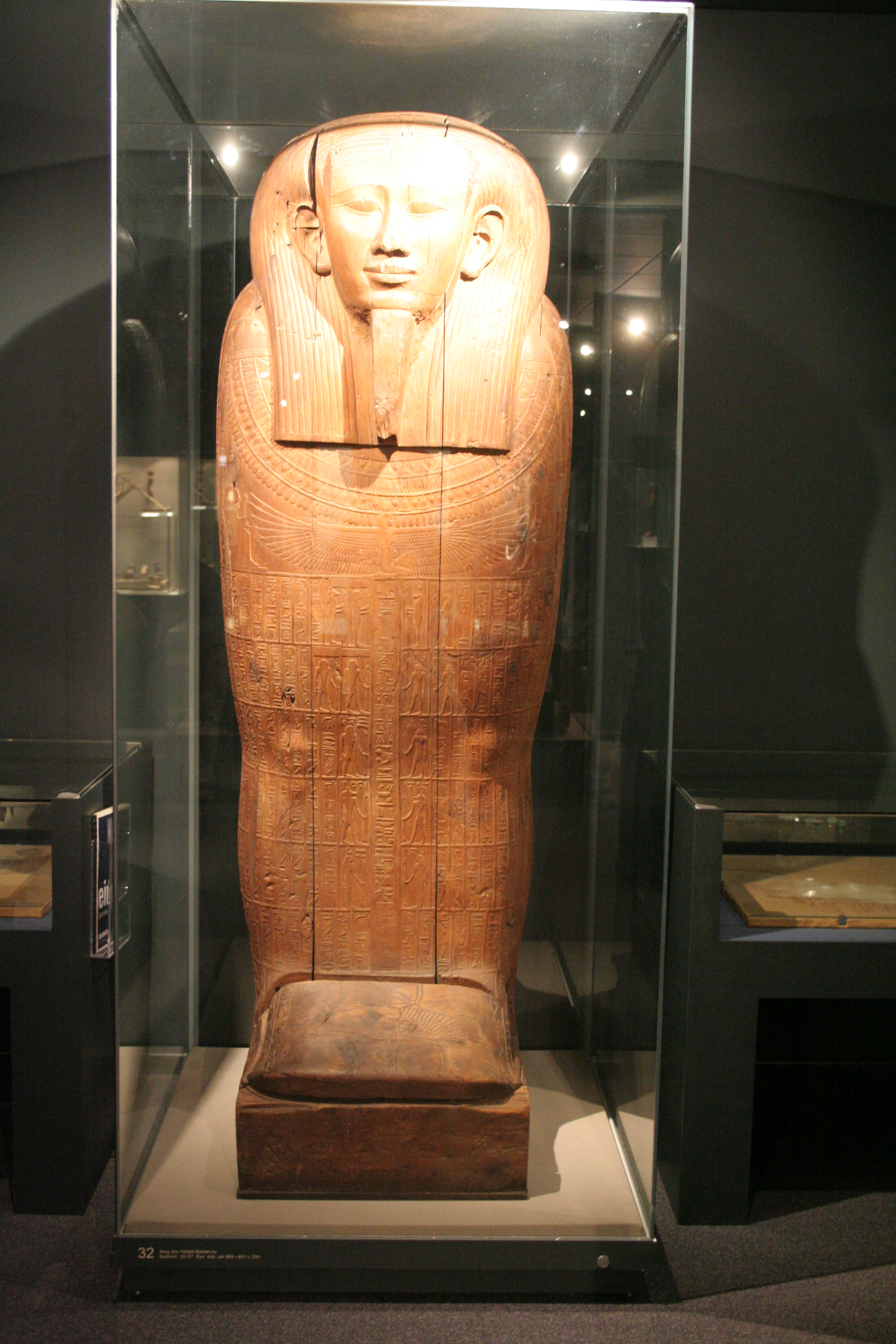
Саркофаг Хедбастиру (поздний период)
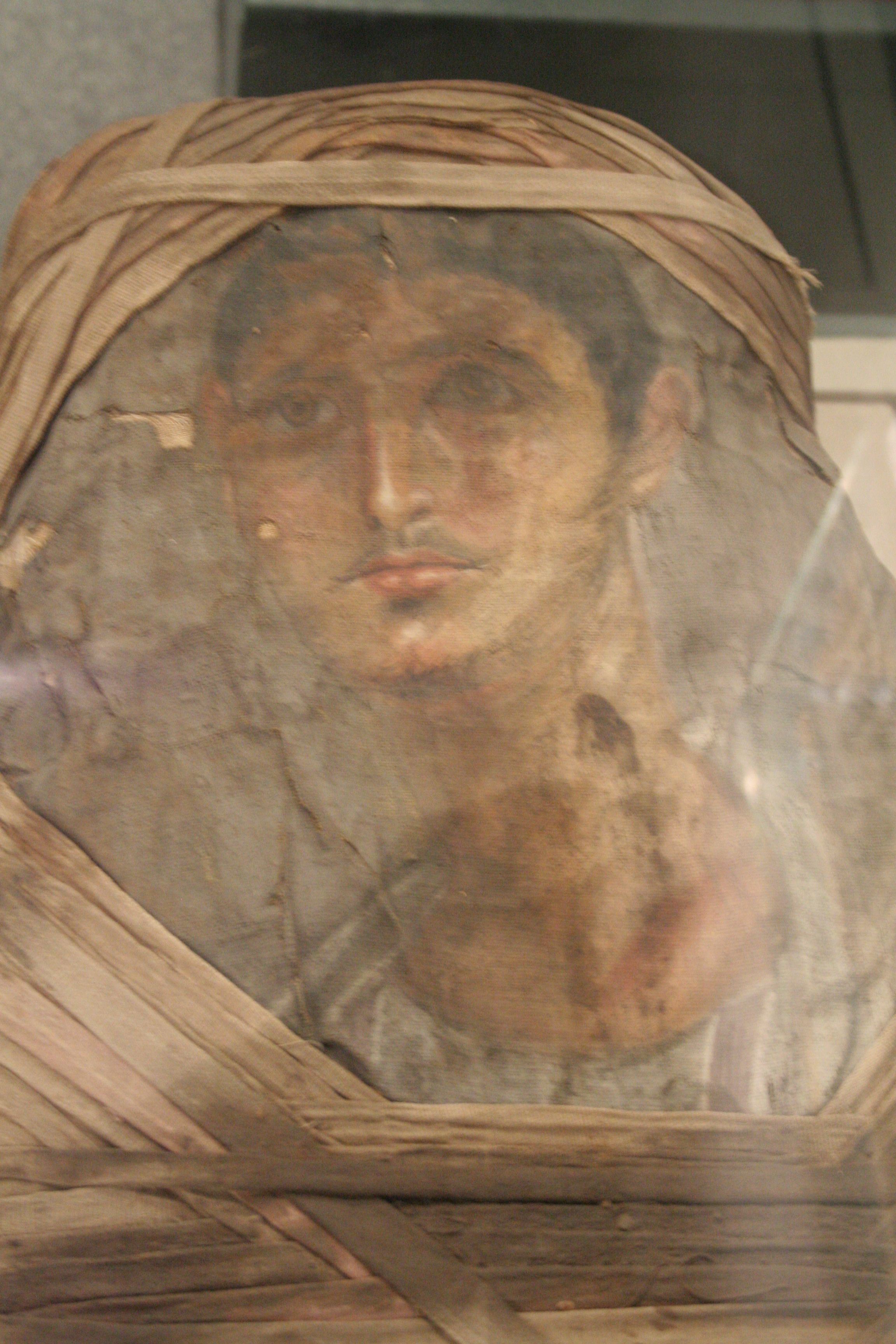
Мумия с портретом юноши, Хавара